# Maduabuchi Ejike
Igwe Maduabuchi Ejike (Lagos, 1º gennaio 1993) è un ex calciatore nigeriano, di ruolo attaccante.

## Carriera

### Club
Dopo il Mondiale di calcio Under-20 del 2011 è stato acquistato dall'Hoàng Anh Gia Lai, squadra vietnamita, con cui ha giocato 7 partite di campionato senza mai segnare.
Nel 2012 torna in Nigeria dove segna 8 reti con la maglia degli Sharks.
Ritorna a militare nel suo paese natale dall'anno seguente.

### Nazionale
Nel 2011 viene convocato nell'Under-20 per prendere parte al campionato mondiale di calcio Under-20, nel quale gioca la partita valida per i quarti di finale persa per 3-2 contro la Francia, segnando anche una doppietta.